# Малгожата Басса-Рогуська
Малгожата Басса-Рогуська (пол. Małgorzata Bassa-Roguska; нар. 23 листопада 1975) — польська борчиня вільного стилю, бронзова призерка чемпіонату світу, триразова чемпіонка та срібна призерка чемпіонатів Європи.

## Життєпис
Боротьбою почала займатися з 1994 року. У 2002 році виграла чемпіонат світу серед студентів.
Виступала за борцівський клуб «WKS Gwardia» з Варшави. Тренер — Кжиштоф Войтовець.

## Спортивні результати на міжнародних змаганнях

### Виступи на Чемпіонатах світу
| Змагання                        | Збірна | Вагова категорія          | Місце  |
| ------------------------------- | ------ | ------------------------- | ------ |
| Чемпіонат світу з боротьби 1995 | Польща | жіноча боротьба, до 65 кг | 4      |
| Чемпіонат світу з боротьби 1997 | Польща | жіноча боротьба, до 62 кг | Бронза |
| Чемпіонат світу з боротьби 1998 | Польща | жіноча боротьба, до 56 кг | 5      |
| Чемпіонат світу з боротьби 1999 | Польща | жіноча боротьба, до 62 кг | 11     |
| Чемпіонат світу з боротьби 2000 | Польща | жіноча боротьба, до 62 кг | 4      |
| Чемпіонат світу з боротьби 2001 | Польща | жіноча боротьба, до 62 кг | 6      |
| Чемпіонат світу з боротьби 2002 | Польща | жіноча боротьба, до 63 кг | 5      |
| Чемпіонат світу з боротьби 2003 | Польща | жіноча боротьба, до 63 кг | 17     |

### Виступи на Чемпіонатах Європи
| Змагання                         | Збірна | Вагова категорія          | Місце  |
| -------------------------------- | ------ | ------------------------- | ------ |
| Чемпіонат Європи з боротьби 1996 | Польща | жіноча боротьба, до 65 кг | Золото |
| Чемпіонат Європи з боротьби 1997 | Польща | жіноча боротьба, до 62 кг | 8      |
| Чемпіонат Європи з боротьби 1998 | Польща | жіноча боротьба, до 62 кг | 6      |
| Чемпіонат Європи з боротьби 1999 | Польща | жіноча боротьба, до 62 кг | Срібло |
| Чемпіонат Європи з боротьби 2000 | Польща | жіноча боротьба, до 62 кг | 11     |
| Чемпіонат Європи з боротьби 2001 | Польща | жіноча боротьба, до 62 кг | Золото |
| Чемпіонат Європи з боротьби 2002 | Польща | жіноча боротьба, до 63 кг | Золото |
| Чемпіонат Європи з боротьби 2003 | Польща | жіноча боротьба, до 63 кг | 4      |
| Чемпіонат Європи з боротьби 2004 | Польща | жіноча боротьба, до 59 кг | 5      |

### Виступи на інших змаганнях
| Змагання                                        | Збірна | Вагова категорія          | Місце  |
| ----------------------------------------------- | ------ | ------------------------- | ------ |
| Klippan Lady Open 2002                          | Польща | жіноча боротьба, до 63 кг | Срібло |
| Austrian Ladies Open 2002                       | Польща | жіноча боротьба, до 59 кг | Золото |
| Чемпіонат світу з боротьби серед студентів 2002 | Польща | жіноча боротьба, до 63 кг | Золото |
| Austrian Ladies Open 2003                       | Польща | жіноча боротьба, до 63 кг | 7      |
| Тестовий турнір FILA 2004                       | Польща | жіноча боротьба, до 55 кг | 7      |